# ∂
El carácter ∂ (html: &#8706; o &part;, unicode: U+2202) o {\displaystyle \partial } es una d estilizada y principalmente utilizada como el símbolo matemático para indicar una derivada parcial como {\displaystyle {\frac {\partial z}{\partial x}}} (léase como "la derivada de {\displaystyle z} respecto a {\displaystyle x}"). El símbolo fue originalmente introducido por Legendre en 1786, pero ganó popularidad cuando fue utilizado por Jacobi en 1841.
∂ es también utilizada para indicar lo siguiente:
- El Jacobiano, {\displaystyle {\frac {\partial (x,y,z)}{\partial (u,v,w)}}}.
- La frontera de un conjunto en topología.
- El operador de frontera de un complejo de cadenas en álgebra homológica.
- El operador de frontera en álgebra graduada diferencial.
- El operador de Dolbeault en formas diferenciales complejas.

Se suele referir al símbolo como "del", "di", "di parcial", "parcial", "di curva", o "dabba".
El carácter es muy similar a la minúscula de Д.